# Le Breuil (Allier)
Le Breuil [lə bʁœj] (okzitanisch Lo Bruelh) ist eine französische Gemeinde mit 531 Einwohnern (Stand 1. Januar 2022) im Département Allier in der Region Auvergne-Rhône-Alpes; sie gehört zum Arrondissement Vichy und zum Kanton Lapalisse.

## Geographie

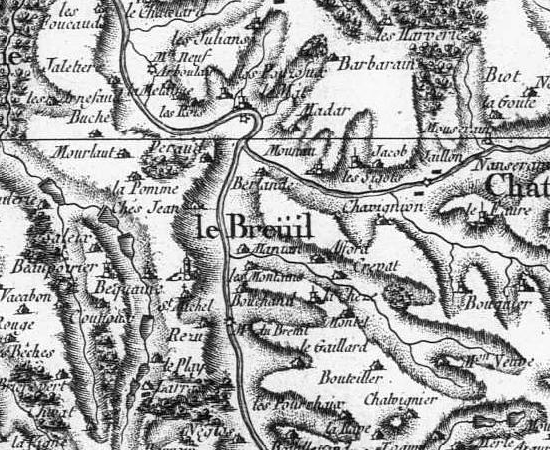
Cassini-Karte aus dem 18. Jahrhundert

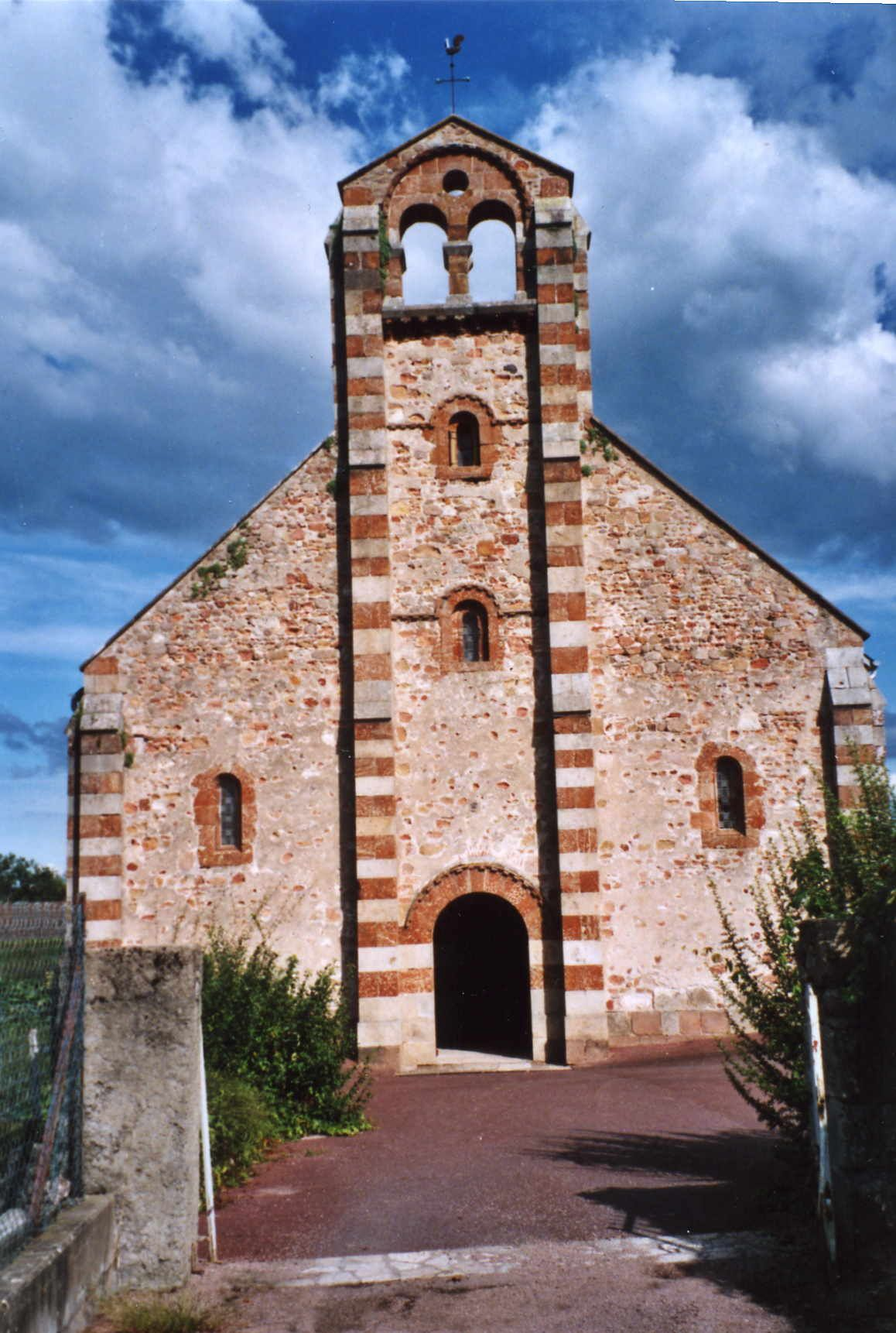
Kirche Notre-Dame-Saint-Blaise

Die Gemeinde liegt in den westlichen Ausläufern der Monts de la Madeleine-Berge, rund 18 Kilometer nordöstlich von Vichy und 25 Kilometer nordwestlich von Roanne. Nachbargemeinden von Le Breuil sind Saint-Prix im Norden, Droiturier im Nordosten, Châtelus im Osten, Arfeuilles im Südosten Châtel-Montagne im Süden, Isserpent im Westen und Saint-Christophe im Nordwesten
Der Ort selbst liegt am linken Ufer des Flusses Besbre, in die knapp zwei Kilometer weiter von rechts der Nebenfluss Barbenan einmündet.
Auf dem Gemeindegebiet von Le Breuil befand sich der Bahnhof Arfeuilles-Le Breuil an der Bahnstrecke Moret-Veneux-les-Sablons–Lyon-Perrache, welcher heutzutage nicht mehr bedient wird.

## Bevölkerungsentwicklung
| Jahr                       | 1968 | 1975 | 1982 | 1990 | 1999 | 2006 | 2016 | 2019 |
| Einwohner                  | 805  | 680  | 613  | 571  | 553  | 549  | 534  | 530  |
| Quellen: Cassini und INSEE |      |      |      |      |      |      |      |      |

## Sehenswürdigkeiten
Siehe auch: Liste der Monuments historiques in Le Breuil (Allier)
- Kirche Notre-Dame-Saint-Blaise aus dem 12. Jahrhundert (Monument historique)[1]